# Atyria gracillima
Atyria gracillima là một loài bướm đêm trong họ Geometridae.